# لمس الکتریکی (ترانه)
«لمس الکتریکی» (انگلیسی: Electric Touch) ترانه‌ای از تیلور سوئیفت، خواننده-ترانه‌سرای آمریکایی است که در آن گروه راک آمریکایی فال اوت بوی حضور دارد. سوئیفت این ترانه را نوشت و آن را برای قرارگیری در آلبوم استودیویی سال ۲۰۱۰ خود با نام حالا صحبت کن در نظر گرفت، اما آن را از فهرست قطعات حذف کرد. او آن را با آرون دسنر برای آلبوم مجدداً ضبط شده‌اش در سال ۲۰۲۳، حالا صحبت کن (نسخه تیلور) تهیه کرد.
«لمس الکتریکی» ترانه‌ای پاپ پانک و پاپ راک است که با درام‌های پویا، ریف‌های گیتار الکتریک و آواز سوئیفت و خواننده اصلی فال اوت بوی یعنی پاتریک استامپ پشتیبانی می‌شود. اشعار آن در مورد اضطراب‌ها، هیجانات و شک به خود در یک عشق تازه‌یافته است. منتقدان موسیقی «لمس الکتریکی» را برای تهیه‌کنندگی و جاذبه و احساس آوازی بین سوئیفت و استامپ تحسین کردند. این ترانه در جدول ۲۰۰ آهنگ جهانی بیلبورد در رتبه ۳۷ قرار گرفت و وارد جدول‌های فروش استرالیا، کانادا، نیوزیلند، فیلیپین و ایالات متحده شد.